# Sidus Ludoviciana
Sidus Ludoviciana (Gwiazda Ludwika) – gwiazda siódmej wielkości gwiazdowej z gwiazdozbioru Wielkiej Niedźwiedzicy znajdująca się pomiędzy Mizarem i Alkorem. Oddalona jest od Słońca o 300 ly, nie może być więc z Mizarem i Alkorem powiązana grawitacyjnie.
Gwiazda ta wyczerpała już swoje zasoby wodoru i opuściła ciąg główny stając się białym olbrzymem. Jest 6 razy jaśniejsza od Słońca i posiada 1,6 razy większy promień. Temperatura jej powierzchni wynosi 7167 K.
2 grudnia 1722 roku gwiazdę tę obserwował Johann Georg Liebknecht, niemiecki profesor teologii i matematyki uniwersytetu w Giessen. Tejże nocy Liebknecht stwierdził, że gwiazda ta zmienia położenie względem sąsiednich gwiazd, uznał więc ją za planetę i nazwał Gwiazdą Ludwika (łac. Sidus Ludoviciana) na cześć Landgrafa Hesji Ludwika V Wiernego. Liebknecht pomylił się jednak, nie był świadomy tego, że gwiazda ta była obserwowana już w tym samym położeniu w 1617 roku przez włoskiego matematyka i astronoma Benedetto Castelliego i nie może być planetą.